# Кургузов, Юрий Павлович
Юрий Павлович Кургузов (1923—1943) — лейтенант Рабоче-крестьянской Красной Армии, участник Великой Отечественной войны, Герой Советского Союза (1944).

## Биография
Родился 23 августа 1923 года в городе Родники (ныне — Ивановская область). В Великую Отечественную войну окончил девять классов школы, после чего работал сначала на стройке, затем на комбинате. В феврале 1942 года был призван на службу в Рабоче-крестьянскую Красную Армию. Ускоренным курсом окончил Киевское артиллерийское училище. С мая 1943 года — на фронтах Великой Отечественной войны.
К сентябрю 1943 года лейтенант Юрий Кургузов командовал огневым взводом батареи 615-го стрелкового полка 167-й стрелковой дивизии 50-го стрелкового корпуса 38-й армии Воронежского фронта. Отличился во время битвы за Днепр. 27 сентября 1943 года переправился через Днепр в районе села Староселье Вышгородского района Киевской области Украинской ССР и принял активное участие в боях за захват и удержание плацдарма на его западном берегу. Взвод под командованием Юрия Кургузова отразил несколько немецких контратак, уничтожив 4 огневых точки и около 120 вражеских солдат и офицеров. 30 сентября 1943 года погиб в бою во время отражения очередной контратаки. Был захоронен на месте боя, сейчас эта территория находится в зоне затопления Киевского водохранилища. Перезахоронен в братской могиле в селе Лебедевка Вышгородского района.
Подвиг

 «Лейтенант Кургузов 27 сентября 1943 года в дневное время под сильным артиллерийским и минометным огнем первый переправил свой взвод с материальной частью, боеприпасами через Днепр и огнем своих пушек в боевых порядках прямой наводкой отражал многочисленные контратаки противника. Огнем своих пушек уничтожил четыре огневых точки и 120 солдат и офицеров противника. Во время отражения контратак лейтенант Кургузов погиб».— 
Указом Президиума Верховного Совета СССР «О присвоении звания Героя Советского Союза генералам, офицерскому, сержантскому и рядовому составу Красной Армии» от 10 января 1944 года за «образцовое выполнение боевых заданий командования на фронте борьбы с немецко-фашистскими захватчиками и проявленные при этом отвагу и геройство» был удостоен посмертно высокого звания Героя Советского Союза. Также посмертно был награждён орденом Ленина.

## Память
- В честь Кургузова названы улицы в Родниках, Лебедевке[1], Вышгороде.
- Его имя увековечено в Главном Храме Вооружённых сил России, и навсегда запечатлено на мемориале «Дорога памяти»
- Мемориальная доска в память о Кургузове установлена Российским военно-историческим обществом на школе № 2 города Родники, где он учился.